# Natalia Kicka

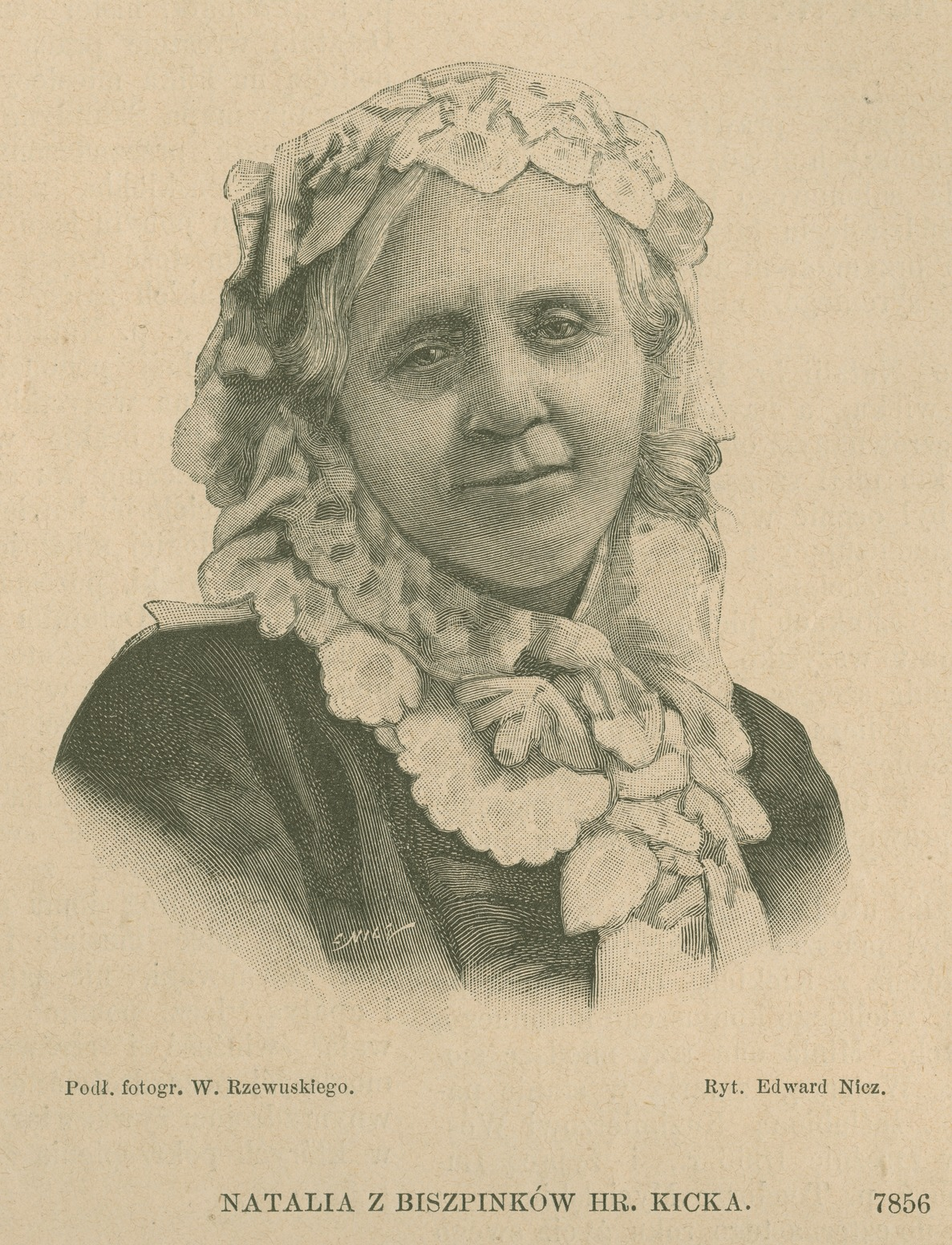
Natalia Kicka in einem Holzschnitt von Edward Nicz aus dem Jahr 1888

Natalia Anna Kicka (* als Natalia Anna Bisping am 6. August 1806 in Vilnius, Russisches Kaiserreich; † 4. April 1888 in Warschau, Russisches Kaiserreich) war eine polnische Numismatikerin und Archäologin.

## Leben und Leistungen
Natalia Anna Kicka war die älteste von vier Töchtern von Piotr Bisping und Józefa Kicka. Ihr Vater war der Marschall des Adels des Rajon Waukawysk. Sie wuchs auf dem Familiensitz in Hołowczyce auf. 1815 zog sie nach Warschau, wo sie bei ihrer Großmutter Józefa Szydłowska Kicka lebte. Ihre Tante Teresa Kicka führte sie in der Warschauer Gesellschaft ein. Im Januar 1831 heiratete sie den Bruder ihrer Mutter, den polnischen Generalmajor Ludwik Kicki. Dieser fiel schon vier Monate später in der Schlacht bei Ostrołęka, der finalen Niederlage der Polen gegen die russischen Besatzer des Novemberaufstandes. Ihre Tochter Ludwika Marianna Helena starb 1853 im Alter von 22 Jahren. Kickas Erinnerungen sind eine bedeutende Quelle zu dieser Zeit. Als Unterstützerin des Aufstandes sammelte sie zudem Andenken, historische Dokumente und Kunstwerke, die damit in Zusammenhang standen.

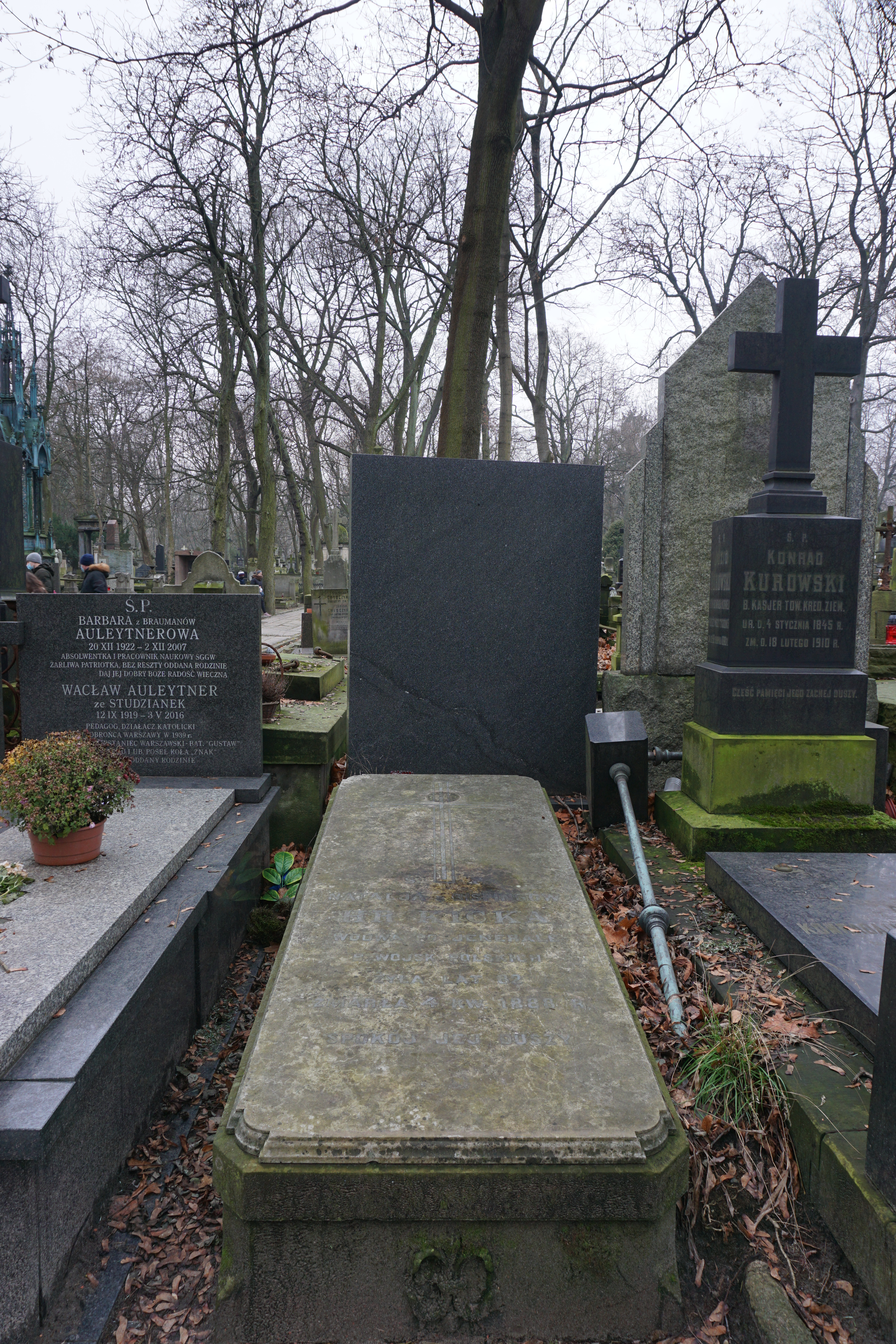
Grabstätte Kickas

Bedeutung erlangte Kicka zunächst als Münzsammlerin. Als solche stand sie mit der ersten Generation wissenschaftlich aktiver Numismatiker in Polen, insbesondere mit Karol Beyer, Emeryk Hutten-Czapski und Kazimierz Strończyński, in Verbindung. Von diesen bezog sie auch einen Teil ihrer Sammlung, die aus polnischen Münzen und Medaillen seit dem Mittelalter bestand. Wahrscheinlich 1868 beauftragte sie Walery Kostrzębski, einen Katalog ihrer Sammlung verfassen. Ergebnis ihrer eigenen Forschungen war aufgrund des Erwerbs einer solchen Münze bei Beyer der Artikel Moneta tatarska Hana Złotej Ordy Mehmeda Tochtamysza z kontramarką Witolda, Wielkiego Księcia Litewskiego über tatarische Prägungen der Goldene Horde. In den 1870er Jahren wandte sie sich der praktischen Archäologie zu, und ließ in Wietrzychowice im Powiat Włocławek Ausgrabungen durchführen. Die Stätte mit ihren Megalithanlagen war für ihre sogenannten Kujawischen beziehungsweise Polnischen Pyramiden bekannt. Auch hierzu verfasste sie mehrere Artikel.
Kicka ist auf dem Powązki-Friedhof bestattet.

## Schriften (Auswahl)
- Pamiętniki. Wstęp i przypisy Józef Dutkiewicz. Tekst opracowal, przypisy uzupełnił oraz indeksy sporządził Tadeusz Szafrański. Instytut Wydawniczy „Pax“, Warschau 1972.